# 구치 메인
구치 메인(Gucci Mane, 1980년 2월 12일 ~ )은 미국의 래퍼이다. 그는 특히 2000년대와 2010년대에 애틀랜타에 기반을 둔 동료 래퍼 T.I.와 영 지지(Young Jeezy)와 함께 힙합 음악의 하위 장르를 개척하는 데 도움을 주었다. 2005년 구찌 메인은 "Trap House"로 데뷔하였고, 2006년 2집 "Hard to Kill"으로 데뷔하였다. 그의 세 번째 정규 음반 "Back to the Trap House"는 2007년에 발매되었다.
2009년 일련의 비판적이고 상업적으로 성공적인 믹스테이프 발매에 이어 구찌 마네는 그의 네 번째 스튜디오 음반 "The State vs. Radric Davis"는 그의 첫 골드 인증 음반이다. 2014년과 2016년 사이에 감옥에서 보낸 후, 그는 비평가들의 찬사를 받으며 공개된  "Everybody Looking" (2016)을 포함한 몇 가지 새로운 소매 프로젝트와 함께 다시 등장했다. 2016년 "Black Beatles"라는 제목의 "Rae Sremmurd"와의 공동 작업을 통해 구찌 메인은 미국 빌보드 핫 100 차트에서 첫 1위를 차지했다. 이후 수많은 음반을 발매했고, 그의 최신 음반 《Woptober II》는 2019년 10월 18일에 발매되었다.
구찌 마네는 그의 경력 동안 14개의 스튜디오 앨범과 71개 이상의 믹스테이프를 발매했다. 2007년, 그는 자신의 레이블인 1017 레코드를 설립했다. 그는 더 위켄드, 드레이크, 릴 웨인, 크리스 브라운, 셀레나 고메즈, 머라이어 캐리, 어셔, 브루노 마스, 마릴린 맨슨과 같은 예술가들과 함께 작업했다. 그의 믹스테이프 발매와 트랩 뮤직은 영 서그, 미고스, 리치 호미 콴, 21 새비지, 그리고 릴 야티와 같은 애틀랜타 래퍼들에게 영향을 주었고, 그는 "동 애틀랜타의 아바타"로 불리며, 2000년대 가장 영향력 있는 언더그라운드 래퍼로 불렸다.

## 생애

### 성장기: 1980–1993
데이비스는 1980년 2월 12일 앨라배마주 베세머에서 전 미국 군인 겸 발전소 직원인 랄프 에버렛 더들리(1955년 8월 23일 출생)에서 태어났다. and social worker and teacher Vicky Jean Davis (born 1955).데이비스의 가족은 강한 군 경력을 가지고 있었다. 그의 친할아버지 제임스 더들리(James Dudley)는 제2차 세계 대전 당시를 포함하여 12년 동안 군에 복무했고, 그의 외할아버지 월터 리 데이비스는 제2차 세계 대전 동안 태평양과 USS 사우스 다코타에서 복무했다. 데이비스의 아버지도 2년간 한국에 주둔하며 군 복무를 했다.
데이비스의 부모는 1978년에 만났고, 데이비스의 어머니에게는 빅터 데이비스라는 다른 관계에서 온 아들이 있었다. 데이비스가 태어났을 때, 그의 아버지는 크랙 코카인과 헤로인을 거래한 혐의로 경찰로부터 도망쳐 디트로이트로 도망쳤다. 데이비스의 아버지는 출생 증명서에 서명하기 위해 참석하지 않았고, 데이비스는 어머니의 성을 따랐다.
자라면서, 그의 어머니는 학위를 따기 위해 대학에 다닐 동안, 데이비스는 친할머니에 의해 길러졌다.데이비스의 어머니는 어린 나이에 그에게 읽는 법을 가르친 선생님이었고, 대부분의 시간을 그에게 성경의 경전을 가르치는데 보냈다. 데이비스의 첫 학교는 존스보로 초등학교였으며, 그곳에서 그는 유치원과 초등학교 몇 학기를 다녔다. 그의 이복형인 빅터는 데이비스가 6살이었을 때, "Run-DMC", "Beastie Boys", "LL Cool J" 콘서트 등에 데이비스를 데려왔다.어머니와 함께 애틀랜타로 이사하기 전, 데이비스는 불규칙한 간격으로 방문하는 그의 아버지와 먼 관계를 가졌다. 그 방문은 데이비스의 아버지가 다른 여자와 두 아이를 가졌을 때 멈췄고, 데이비스보다 애틀랜타에 있는 그의 아이들을 우선시하기 시작했다.
데이비스는 9살 때 베세머의 가정 문제로 홀어머니와 함께 애틀랜타로 이사했다. 데이비스의 어머니는 애틀랜타에 남자친구가 있었고 그와 함께 살 계획을 세웠으나 마지막 순간에 다른 결정을 내렸다. 그들은 나중에 데이비스의 어머니가 교회에서 만난 누군가와 함께 이사했다. 데이비스의 가족은 집에서 쫓겨났고 그의 아버지가 그들을 나이트 인에 세우기 전까지 안정된 생활 환경을 갖지 못했다. 데이비스는 범죄가 많은 지역에서 자랐다.
데이비스의 어머니는 데이비스와 빅터를 이스트 애틀랜타(East Atlanta)로 옮겼고, 데이비스는 시더 그로브(Cedar Grove) 초등학교에 다녔다.그는 학교 스포츠에 참가하지는 않았지만, 일반적으로 학교 성적이 좋았고 운동 선수라고 생각했다.데이비스는 마약을 거래했는데, 주로 형과 대마초를 팔았다. 데이비스는 혼자서 대마초를 팔았고, 8학년 때 크리스마스 돈을 마약 딜러로서 경력을 시작하는 데 썼다.

### 마약 딜러의 삶: 1993–2001
데이비스가 마약 딜러로서의 자신의 부업 취미를 직업으로 삼기 시작했을 때, 그는 로널드 E의 신입생이었다. 맥네어 고등학교는 그가 좋은 성적을 얻었고 그의 동료들 사이에서 인기 있는 것으로 여겨졌다. 데이비스는 마약을 거래하던 처음 몇 년 동안 실제로 마약을 하지 않았다. 비록 그의 첫 경험은 그가 짝사랑하는 소녀와 대마초를 피운 것이었지만 말이다. 그는 대마초를 정기적으로 피웠던 소녀와 가벼운 심리적 중독을 일으켰다.
데이비스는 1995년까지 거의 2년 동안 마약을 팔았음에도 불구하고 폭력적인 상황을 만난 적이 없었다. 그가 15살이었을 때, 데이비스는 자전거를 타고 있었는데, 한 남자가 그를 멈추었고, 그의 머리에 IMI 데저트 이글을 겨누었다. 데이비스는 조우 후에 모든 귀중한 물건을 빼앗기고 380구경 권총을 소지하기 시작했다.데이비스는 1997년 자신들을 "동부 해안 소년들"이라고 칭한 지역 거리 갱단과의 불화를 포함하여 수많은 다른 생명을 위협하는 상황들을 가졌다. 이 불화는 데이비스의 친구 제이본이 죽을 뻔하게 두들겨 맞았고, 어른들은 데이비스를 찾아 맥네어 고등학교로 걸어 들어가는 결과를 낳았다. 이 불화는 데이비스와 몇몇 다른 친구들이 이스트 숄스 보이즈의 멤버들과 주먹 싸움을 벌이면서 해결되었다.
데이비스는 1998년 맥네어 고등학교를 졸업했고 조지아 페리미터 칼리지에서 3.0 학점과 함께 장학금을 받았다. 그는 컴퓨터 프로그래밍 수업을 들었지만, 거의 참석하지 않았고 2001년 비밀리에 비밀리에 크랙 코카인을 소지한 경찰관에게 붙잡혀 쫓겨났다. Davis was sentenced to 90 days in a county jail and then probation.

### 음악인으로서의 삶 추구: 2001–2005
데이비스는 어린 나이에 시를 쓰는 것을 즐겼고, 14살 때 랩을 시작했다. 첫 번째 체포 이후 데이비스는 음악을 진지하게 받아들이기 시작했고 Str8 Drop Records에 "La Flare"를 발매했다. 이 음반은 약 CD에 수록되어 이스트 애틀랜타 전역에 배포되었다. "La Flare"의 발매와 "Master P"의 영감을 받아 데이비스는 음악 레이블을 시작하기로 결정했다. Davis began to manage rapper Lil Buddy in 2001. 2002년, 데이비스는 사인 유어셀프 클릭의 일원으로서 SYS 레코드와 제휴했다. 데이비스는 또한 프로듀서인 자이토벤(Zaytoven)과 제휴하여 자신의 레이블인 라플레어 엔터테인먼트(LaFlare Entertainment)를 만들었다.
배급 거래를 찾아 뉴욕으로 향했다가 빈손으로 귀국한 그는 빅캣 레코드 사장인 빅캣을 소개받았다. 결국 키아(Khia)를 유명하게 만든 레이블과 동맹을 맺기로 결심한 데이비스는 뎀 프랜차이즈 보이즈의 히트 음반인 "White Tee"에 대한 반응인 "Black Tee"를 발표했고, "So Icy"와 함께 떠오르는 지역 래퍼 영 지지(Young Jeezy)와 컬라보레이션했다. 토미 보이 레코드와 배급 계약을 맺은 데이비스는 자신의 데뷔 앨범 발매를 준비하는 동안 언더그라운드 작업을 계속했다.

## 커리어

### 2005–2006: "트랩 하우스(Trap House)"와 "사살하기 어려운(Hard to Kill)"
2005년, 데이비스는 "Trap House"라는 제목의 독립 데뷔 앨범을 발매했고, 이 앨범에는 영 지지(Young Jezzy)와의 싱글 "Icy (구찌 메인의 노래)"가 수록되었다. 이 싱글에 대한 권리 분쟁은 두 아티스트 사이에 불화를 일으켰다. "트랩 하우스"는 독립 예술가의 성공작으로 여겨졌다. 이 음반은 빌보드 R&B/Hip-Hop 앨범 차트에서 상위 20위 안에 들었고 빌보드 히트시커스 앨범 차트에서 1위를 차지했다. 게스트 출연으로는 번비(Bun B), 킬러 마이크(Killer Mike), 릴 스크래피(Lil Scrappy), 조디 브리즈(Jody Breeze), 구디 몹(Goodie Mobb)의 쿠조(Khujo)가 있다. 2006년에는 "Hard to Kill"(구찌 마네 앨범)이 발매되었다. 이 음반에는 히트 싱글 "Freaky Gurl"이 포함되었는데, 이 곡은 핫 랩 트랙 12위, 핫 R&B/힙합 노래 19위, 빌보드 핫 100 62위로 정점을 찍었다. 그는 또한 트랙 "Street Nigazz"와 "Pillz"의 비디오를 촬영했다.

### 2007–2010: 믹스테잎, "트랩 하우스(Trap House)로 복귀", "더 스테이트(The State) vs. 래드릭 데이비스(Radric Davis)"
루다크리스(Ludacris)와 릴 킴(Lil' Kim)이 피쳐링한 "Freaky Gurl"의 공식 리믹스는 그의 2007년 광고 데뷔 앨범 "Back to the Trap House"에 수록되었다. 구찌 메인은 OJ 다 쥬스맨(OJ da Juiceman)의 "Make Tha Trap Say Aye"에 출연하여 다양한 믹스테이프 작업을 시작했다."버드 머니"와 "Writing on the Wall"의 믹스테이프가 성공을 거둔 후, 구찌 메인은 2009년 5월.워너 브라더스와 계약을 맺었다.
그는 블랙 아이드 피스의 "Boom Boom Pow"와 머라이어 캐리(Mariah Carey)의 "Obsed" 그리고 요 고티의 "5 Star(노래)"의 리믹스에 출연했고 마리오(Mario, 연예인)의 "Break Up"에 게스트로 출연했다. 그는 2009년에 총 17번의 게스트 출연을 했다. 구찌 마인의 두 번째 스튜디오 음반 "The State vs. Radric Davis"는 워너 브라더스에 의해 발매되었다. 2009년 12월 8일 기록. 첫 번째 싱글 "Wasted (Gucci Mane song)"는 2009년 구찌 마인의 믹스테이프 "Guchimania"에 수록된 곡이다.이 곡은 Hot 100에서 36위, Hot R&B/Hip-Hop Songs에서 3위, Rap Songs에서 3위로 정점을 찍었다. 두 번째 싱글은 어셔 (연예인)가 피처링한 "Spotlight (Gucci Mane song)"이었다. 세 번째 싱글은 "Lemonade (Gucci Mane song)"이다. 네 번째 싱글은  "Bingo (구찌 메인의 노래)"로 와카 플록타 플레임과 소울자 보이가 피처링했다. 2009년 10월 2일, 구찌 마네는 MTV의 연간 가장 핫한 MC 순위에서 6위에 올랐다.

### 2010–2012: "The Appeal: Georgia's Most Wanted"과 다른 프로젝트들
출소 후, 구찌 메인은 레이블 이름을 소 아이스 엔터테인먼트에서 1017 브릭 스쿼드 레코드로 시작하거나 변경할 것이라고 밝혔다. "The Appeal: Georgia's Most Wanted"는 2010년 9월 28일에 개봉되었다. 이 발매의 첫 싱글은 "Gucci Time" (2010년 7월 30일 발매)였으며, Swizz Beatz가 제작하고 피처링했다. I2010년 8월 24일 구찌 메인의 마이스페이스 페이지에서 초연되었으며, 2010년 8월 24일 미국 도시 라디오 방송국에 공개되었다.
2011년 3월 18일, 구찌 마네는 "Drumma Boy"가 프로듀싱한 10번째 EP "The Return of Mr. Zone 6"를 발매했다.이 음반은 빌보드 200에서 18위로 데뷔했고, 그의 가장 높은 차트 EP이다.이 음반은 또한 랩 음반 차트에서 2위, R&B/힙합 음반 차트에서 8위로 데뷔했다. 그는 또한 8월 5일 구찌 메인의 첫 번째 콜라보 앨범인 "페라리 보이즈"라는 와카 플럭타 플레임과의 콜라보 앨범을 발표했다. 첫 싱글은 브릭 스쿼드 레이블(Brick Squad labelmate)의 동료인 슬림 던킨(Slim Dunkin)이 피쳐링한 "She Be Putin On"이었다. "페라리 보이즈(Ferrari Boyz)"는 빌보드 200에서 21위로 데뷔했다. 12월 13일, 구찌 메인은 래퍼 비-네스티(V-Nasty)와의 콜라보레이션 앨범 "BAYTL"을 발매했다. 이 음반의 첫 싱글은 P2theLA가 피쳐링한 "Wip Appeal"이었다.

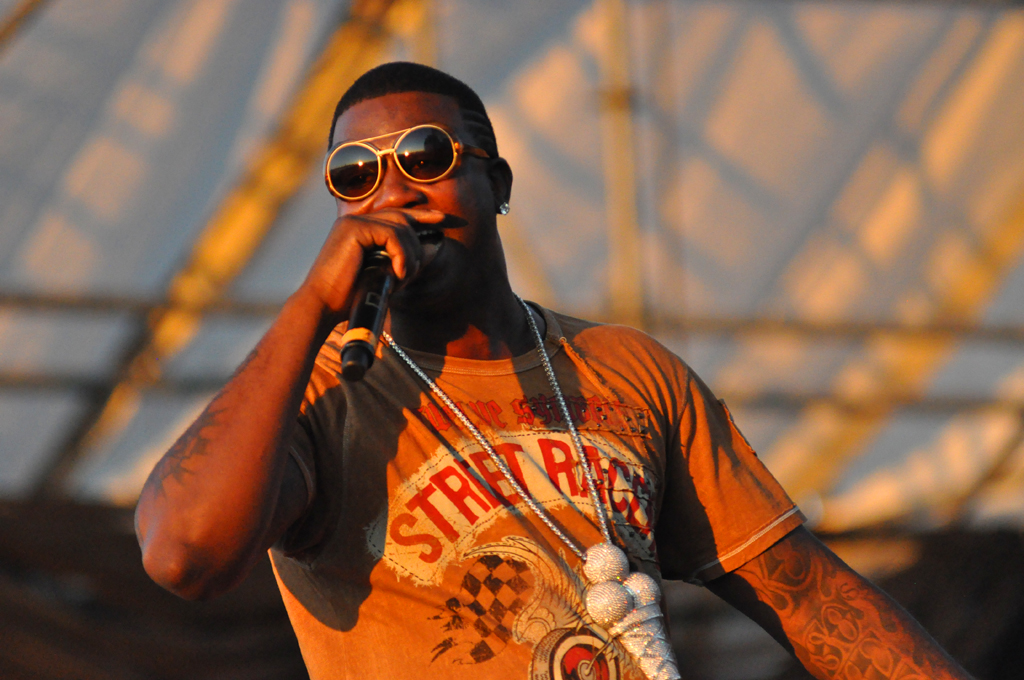
2010년 8월 29일 공연 모습

《BAYTL》이 발매된 지 3일 후, "Push Ups"의 비디오 촬영장으로 이동하던 중, 이 곡에 피처링된 슬림 던킨(Slim Dunkin)이 애틀랜타 녹음 스튜디오에서 말다툼 끝에 총에 맞아 사망했다.2012년 2월 5일, 구찌 메인은 그의 "Trap Back" 믹스테이프를 발매했다. 이는 요 가티(Yo Gotti), 락(Rock), 와카 플럭타 플레임(Waka Flocka Flame), 재다키스(Jadakiss), 투체인(2 Chainz), 그리고 퓨처의 게스트 출연작이다. 영 지지(Young Jeezy)의 세 번째 정규 앨범에 등장하는 후자의 세 사람 (그의 이름에서 "Young"을 지운 사람)은 "Thug Motivation 103: Hustlerz Ambition"앨범을 만들어 냈다. 첫 번째 싱글은 믹스테이프의 타이틀곡이었다.뮤직비디오는 요고티가 피처링한 "Quiet", "Face Card", "In Love With a White Girl", "Chicken Room", 타이틀곡인 "Tomethers", "퓨처"의 뮤직비디오가 촬영되었다. "Trap Back"은 피치포크 미디어에서 7.8점, 올힙합에서 7.5점, 그리고 "XXL (잡지)"에서 L점을 받으며 긍정적인 평가를 받았다.
2012년 5월 25일, 구찌 메인은 또 다른 믹스테이프 "I'm Up (구찌 메인의 믹스테이프)"를 발매했다. 뮤직 비디오는 "Supa Cocky", "Kansas", "Wish You Would", "Too Damn Sexy"로 발매되었다. 2012년 10월 17일, 구찌 마네는 또 다른 믹스테이프 "[트랩 갓]"을 발매했다.믹스테이프에는 브릭 스쿼드 계열사인 와카 플럭타 플레임(Waka Flocka Flame)과 릭 로스(Rick Ross), 퓨처(Future), 믹 밀(Meek Mill), 버드맨(Birdman) 등의 공동작업자들이 참여했다. 2012년 9월 13일, 그는 와카 플록타 플레임의 믹스테이프 "Salute Me Or Shoot Me 4"에 2개의 트랙으로 출연했다.

### 2013: "Trap House III"와 "The State vs. Radric Davis II: The Caged Bird Sings"
2013년 2월 12일, 구찌 메인은 믹스테이프 "Trap God 2"를 발매했다. 3월 말까지 구찌 마네는 영 스쿠터(Young Scooter)와 "프리 브릭스(Free Bricks 2)", "트랩백2(Trap Back 2)", "이스트 애틀랜타 멤피스(EastAtlantaMemphis)"와 "영 돌프(Young Dolph)"를 포함한 세 개의 믹스테이프를 추가로 출시했다. 2013년 2월, 구찌 메인은 자신의 "Trap House" 시리즈의 세 번째 작품인 "Trap House III"를 발매한다고 발표했다. 2013년 5월 21일 발매되었다. 2013년 5월 31일, 구찌 마네는 "Mr. GuWop"이라는 제목의 새 앨범을 발표한다고 발표했는데, 이 음반의 사운드와 음악적 방향성을 구체화하는 데 도움을 준 "Marylyn Manson"의 출연이 그것이다.2013년 6월 5일, 구찌 메인은 1017 Brick Squad가 2013년 첫 그룹 컴필레이션 음반 "Big Money Talk"를 발매할 것이라고 발표했다.
2013년 9월 7일,"1017 브릭 스쿼드(1017 Brick Squad)와 브릭 스쿼드 모노폴리(Brick Squad Monopoly)의 다양한 멤버들이 구찌 메인,, 와카 플럭타 플레임(Waka Flocka Flame), 프렌치(Frenchie), 우다 키드(Wooh Da Kid), OJ 다 쥬스맨(OJ da Juiceman)을 포함하여 트위터를 통해 샷을 주고받았다.구찌 메인은 "빌어먹을 벽돌반"이라고 말하며 그의 전 매니저인 와카 플럭타 플레임의 어머니 데브라 앤트니(Debra Antney)가 OJ 다 주스맨(OJ da Juiceman)과 프랑스 몬태나로부터 돈을 훔쳤다고 비난했다. 프렌치는 구찌 메인이 1017 브릭 스쿼드 아티스트 슬림 던킨의 살인범인 영 비토의 변호인을 위해 돈을 지불했다고도 비난했지만 구찌 메인은 이를 부인했다. 프렌치는 다음 날 구찌 메인을 상대로 디스 레코드를 발표했다. 다음 날, OJ 다 쥬세만(OJ da Juiceman), 영 돌프(Young Dolph), 프렌치(Frenchie), 우다 키드([Wooh da Kid]])는 더 이상 1017 브릭 스쿼드 레코드와 계약하지 않은 것으로 밝혀졌다. 또한 1017 브릭 스쿼드(1017 Brick Squad)가 애틀랜틱 레코드와의 배급 계약을 잃었고 레이블은 해체될 수도 있다는 사실이 밝혀졌다.
2013년 9월 9일, 구찌 마네는 트위터에 자신의 주요 아티스트로 간주되는 음반 계약을 팔았다고 광고했다. 와카 플럭타 플레임(Waka Flocka Flame), 어린 스쿠터(Young Scooter), 그리고 어린 깡패(Young Thug). 그가 트위터를 하는 동안, 많은 래퍼와 프로듀서들을 디스했다. 목록은 다음과 같다: Nicki Minaj, Plies, Drake, Rocko, Polow da Don, 2 Chainz, Rick Ross, Jeezy, T.I., Yo Gotti, Frenchie, 808 Mafia, Waka Flocka Flame, Tyga 등이 있다.다음 날, 그는 자이토벤(Zaytoven)이 프로듀싱한 OJ 다 쥬스맨의 새 싱글 "Stealing"을 발매했다.이 노래에서 그는 T.I, Jeezy, Yo Gotti를 논한다. 그날 밤 그는 또한 새로운 믹스테이프 "Diary of a Trap God"를 발매했다. 자신의 트위터 계정이 전 매니저 Coach K에게 5,000달러를 받고 해킹당했다고 주장했다. 이어 논란이 됐던 트윗을 모두 삭제했고 몇 시간 뒤 자신의 트위터 계정을 삭제했다.
2013년 9월 22일, 구찌 메인은 트윗을 만든 것을 인정했고, 그가 그 시간 동안 코데인과 프로메타진을 먹고 있었다고 주장했다. 그는 계속해서 팬들, 그의 가족, 그리고 그가 불쾌하게 했던 음악 산업 구성원들에게 사과했다. 구찌 메인은 또한 총기 혐의로 투옥되는 동안 재활 치료를 받게 될 것이라고 말했다.그의 앨범 "Mr. GuWop"을 발매하려는 계획은 무기한 폐기되었고, 구찌 메인은 계속해서 그의 10번째 스튜디오 앨범 "The State vs. Radric Davis II: The Caged Bird Sings"을 2013년 크리스마스에 낼 계획이였다.

### 2014–2016: 투옥;출소 이후의 여러 프로젝트 발매
2014년 4월 20일, 구찌 메인은 영 터그와의 무료 콜라보레이션 믹스테이프 "Young Thugga Mane La Flare"를 발매했다. 그는 이후 5월 24일 1017명의 브릭 스쿼드(BrickSquad) 예술가들과 함께 또 다른 공동 프로젝트인 "Brick Factory Vol. 1"을 발표했다. 그 후, 그는 같은 날 "The Purple Album" (영 서그와 함께), "The Green Album" (미고스와 함께), "The White Album" (Peewee Longway와 함께) 총 3개의 디지털 앨범을 발매했다. 2014년 7월 4일, 그의 여덟 번째 디지털 앨범 "Trap House 4"가 발매되었다. 이 음반에는 치프 키프, Young Scooter, K Camp, 그리고 Fredo Santana의 게스트 출연이 포함되어 있다.
2014년 7월 17일, 영 돌프와 피 위 롱웨이(펠릭스 브라더스(Felix Brothers)로 작명된)와의 콜라보레이션 음반 "Felix Brothers"를 발매했다. 2014년 7월 22일, 구찌 메인은 7월 28일 법정으로 돌아가는 날 "The Oddfather"라는 제목의 새 앨범을 발매할 것이라고 발표했다.2014년 8월 15일, 구찌 메인은 10번째 디지털 앨범 "Gucci vs Guwop"을 발매했다. 구찌 마네는 후속 디지털 앨범을 믹스테이프 "Brick Factory Vol. 1", "Brick Factory Vol. 2"을 9월 3일에 발매했다. 9월 13일, 구찌 메인은 그의 믹스테이프 "Mr. Perfect"의 후속작인 "The Return of Mr. Perfect"라는 무료 믹스테이프를 발표했다.2014년 10월 17일, 아이튠즈 스토어에서 발매된 "Trap God 3"를 홍보하기 시작했다.그리고 그의 수감 석방 기간 중 가장 높이 차트에 올려진 앨범이 되었다.2014년 10월 31일, 구찌 메인과 치프 키프는 "Big Gucci Sosa"라는 제목의 공동 믹스테이프를 출시했다.
크리스마스 날, 구찌 마네는 13번째 믹스테이프인 "East Atlanta Santa"를 발매했는데, 여기에는 Raury, Shawty Lo, OJ da Juiceman 등의 아티스트들이 피쳐링 했다. "C-Note vs. 구찌"라는 제목의 크리스마스 믹스테이프 발매를 위해 프로듀서인 명예로운 C Note와 팀을 이루어 한 해를 마무리했으며, 이는 두 음반의 오래된 콜라보레이션과 새로운 음반의 모음집이다. 그는 2014년에 12개 이상의 프로젝트를 발표했고, 감옥에서 130만 달러 이상을 벌었다.
구찌 메인은 2015년 1월 3일, "1017 Mafia: Incarcerated"라는 14번째 믹스테이프를 발매했다. 2015년 2월 12일 자신의 생일날, 브릭 팩토리 시리즈의 세 번째 작품인 "Brick Factory 3"를 발매했다.얼마 후, 2015년 2월 18일, 구찌 메인은 "Views From Zone 6"이라는 제목의 깜짝 EP를 발매했다. 타이틀은 드레이크 "Views From The 6"의 다음 음반에 수록된 단어들에 대한 연극이다.2015년 3월 20일, 구찌 메인은 "아침(Breakfast)", "점심(Lunch)", "저녁(Dinner)"이라는 세 번째 트리플 디지털 앨범을 발매했다. 여기에는 아이러브마코낸(iLoveMakonnen), 와카 플럭타 플레임(Waka Flocka Flame), 치프 키프(Chief Keef), 리치 더 키드(Rich The Kid), 앤디 밀로나키스(Andy Milonakis)의 게스트 피쳐링이 포함되어 있다. 나흘 후, 구찌 메인은 후속 EP "Desert"를 발매했는데, 이 EP에는 "Mike Will Made It"과 "Desert C-Note"의 프로듀싱이 포함되어 있다.
2015년 4월 6일, 구찌 메인은 "Trap House" 시리즈의 마지막 편인  "Trap House"(The Last Chapter)를 발매했다. 제작은 마이크 윌 메이드 잇(Mike Will Made It), 자이토벤(Zaytoven), C-노트( Honorable C-Note)가 맡았으며, 영 서그(Young Thug), 피위 롱웨이(Peewee Longway), 치프 키프(Chief Keef)가 게스트로 참여했다.2015년 5월 20일, 라 플레어는 올해의 10번째 프로젝트인 "King Gucci"를 발표했는데, 여기에는 페티 와프(Fetty Wap), 미고스(Migos), 피 위 롱웨이(PeeWee Longway ), 리프 R라프(RiFF RAFF), 그리고 치프 키프(Chief Keef), TM88, 그리고 제이토벤(Zaytoven)이 출연했다. 2015년 12월 25일, 구찌 마네는 "East Atlanta Santa 2"라는 제목의 믹스 테이프를 발매했다.
2016년 4월 26일, 구찌 메인은 "Breakfast", "Lunch", "Dinner" 및 "Dessert" 프로젝트로 구성된 36트랙의 컴필레이션 앨범을 iTunes에 발매했다.

### 2016–2018: 발매, "모두가 보고있는(Everybody Looking)", "동부 애틀랜타주 산타의 복귀(The Return of East Atlanta Santa)", "미스터 데이비스(Mr. Davis)" & "악마 천재(Evil Genius)"
2016년 5월 26일, 구찌 메인은 5개월 일찍 출소했다. 그의 재판을 기다리며 감옥에서 보낸 5개월은 아직 그의 형량에서 공제되지 않았다는 판결이 나왔다. 다음 날, 구찌 메인은 애틀랜틱 레코드와의 새로운 계약 하에 첫 번째 싱글을 발매했다.2016년 6월 3일, 구찌 메인은 "GOOD Music"의 "Cruel Winter" 앨범의 첫 번째 싱글 노래인 "Champions"에 출연했다. 2016년 6월 17일, 구찌 메인은 애틀랜타 클럽인 엘란 맨션에서 출소 후 첫 공연을 가졌다. 2016년 6월 25일, 그는 그의 아홉 번째 정규 음반이자 2016년 7월 22일 발매된 감옥에서 석방된 이후 첫 번째 음반인 "Everybody Looking"을 발표했다. 어느 날, 그는 애틀랜타의 폭스 극장에서 열린 "Gucci & Friends" 콘서트의 헤드라인을 장식했다. 이 쇼에는 페티 왑, 투 체인즈, 퓨처, 드레이크가 출연했다.
감옥에서 석방된 후, 구찌 메인은 그가 "진짜" 구찌 메인의 복제품이라는 인터넷 음모론의 대상이 되었고, 래퍼의 새로운 날씬한 체격, 약간의 목소리 변화, 그리고 더 건강한 생활방식으로의 전환을 가정한 증거로 인용했다. 구찌 메인은 인스타그램 게시물을 통해 자신이 복제인간임을 부인하고 이론을 조롱했다.
2016년 9월, 구찌 메인은 Rae Sremurd와 함께 싱글 "Black Beatles"를 작업했고, 이 곡은 2016년 11월 빌보드 핫 100에서 1위를 차지했다., 구찌 메인이 피처링한 아티스트로서 첫 1위 싱글을 기록한 것이다. 이 곡은 빌보드 (잡지)에 의해 "구찌 메인의 예상치 못한 상업적 최고점"으로 묘사되었다. 2016년 11월부터 2017년 1월까지 빌보드 핫 100에서 7주 연속 1위를 차지하면서 말이다.
2016년 10월 14일 "Woptober"를 발매하였고, 퓨처와 함께 "Free Bricks 2"라는 사이드 프로젝트를 발매하였다.2016년 11월 23일, 구찌 마네와 릴 우지 베르트는 "1017 vs. 'World'"라고 하는 공동 7트랙 EP를 발매했다.
2016년 12월 16일, 그의 10번째 정규 음반 "The Return of East Atlanta Santa"가 발매되었다.
2017년 5월 26일, 구찌 메인은 Metro Boomin과의 공동 믹스테이프인 "Droptopwop"을 발매했다. 10트랙 믹스테이프에는 릭 로스(Rick Ross), 오프셋의 미고스, 영 돌프( Young Dolph), 2 체인(2 Chainz)이 등장한다.
2017년 8월, 구찌 마네는 11번째 정규 음반 "Mr. Davis"를 발표했다. 이 음반은 2017년 10월 13일에 발매되었다. 이 음반에는 미고스가 피처링한 "I Get the Bag"이 포함되어 있는데, 이 곡은 현재까지 솔로 가수로서 가장 성공적인 싱글이다.
두 달 후, 구찌 메인은 그의 열두 번째 스튜디오 음반 "El Gato: The Human Glacier"는 전적으로 Southside(음반 프로듀서)가 프로듀싱했다. A 발매 일주일 후, 구찌 메인은 이전 프로젝트 발표와 비슷한 방식으로 2018년 12월 7일 발매된 13번째 앨범 "Evil Genius (앨범)"를 발표했다.

### 2019–현재: "이스트 애틀랜타 산타 3(East Atlanta Santa 3)", "너무 차가운 여름(So Icy Summer)", "너무 차가운 갱단 1집(So Icy Gang Vol. 1)"
2020년 7월 3일, 구찌 메인은 2019년 "East Atlanta Santa 3'에 이어 2020년 첫 번째 프로젝트를 위해 24트랙의 "So Icy Summer" 컴필레이션 앨범을 발매했다. 7월 30일, 그는 래퍼 뮬라토(Mulatto)와 함께 자신의 별명인 "Guwop"의 싱글 "Muwop"을 위해 작업했다.
2020년 10월 16일, 구찌 메인은 자신의 레이블 1017 레코드와 함께 "So Icy Gang Vol.1"이라는 제목의 또 다른 컴필레이션 음반을 발매했고, 구찌 메인& 더 뉴 1017로 인정받았다.

## 기타 벤처기업

### 연기 경력
구찌 메인은 제이토벤(Zaytoven) 프로듀서와 공동 주연을 맡은 2012년 영화 "버즈 오브 어 페더(Birds of a Feather)"로 연기 데뷔를 했다. 같은 해, 그는 제임스 프랑코(James Franco), 셀레나 고메즈(Selena Gomez), 바네사 허든스(Vanessa Hudgens), 애슐리 벤슨(Ashley Benson), 레이첼 코린(Rachel Korine)이 출연했던 "스프링 브레이커즈(Spring Breakers)"에 출연했다.

### 델란틱 의류
2016년 5월, 구찌 메인은 티셔츠와 후드티부터 속옷까지 다양한 의류를 특징으로 하는 "Delantic"이라고 불리는 그의 다가오는 의류 라인의 이미지를 늘리기 시작했다.

### 자서전
2017년 9월, 데이비스는 그의 자서전 구찌 메인의 자서전을 출판했다. 이 책은 데이비스가 감옥에 있는 동안 쓰여졌고 전 "XXL (잡지)" 편집자인 닐 마르티네즈-벨킨(Neil Martinez-Belkin)과 함께 저술되었다. 출판 몇 주 전에 데이비스는 비디오 작가 캠 커크(Cam Kirk)가 감독한 짧은 몽타주로 구성된 이 책의 예고편을 발표했다. "구찌 메인의 자서전"은 "뉴욕 타임스" 베스트셀러가 되었다. "뉴요커(New Yorker)"는 이 책이 "그의 인생 이야기에 중심적인 질서를 부여하려는 일련의 라이너 노트처럼 읽힌다"고 말했다.

### 구찌 콜라보레이션(Gucci collaboration)
2019년, 데이비스는 이탈리아의 패션 하우스인 구찌와 함께 일하기 시작했다. 그 브랜드는 이전에 그의 전과와 이미지 때문에 그 래퍼(구찌 메인)과 관계를 맺지 않았다. 몇 년간의 개인적인 발전 후에 데이비스가 결혼해서 그의 체력을 향상시킨 것을 포함했다. 구찌는 구찌 크루즈 2020 캠페인의 얼굴이 될 것이라고 발표했다.

## 개인사
데이비스는 2017년 10월 17일 마이애미에서 카오이어 화장품(Ka'oir Cosmetics)과 카오이어 피트니스(Ka'oir Fitness)의 설립자인 키시아 카오이어(Keyshia Ka'oir)와 결혼했다. 결혼식 비용은 결혼 준비와 결혼식을 준비하고, 10부작 TV 시리즈를 함께 제작한 BET가 지불했다. 데이비스는 애틀랜타 호크스에서 활약한 후 카오이어에게 프로포즈를 하였다. 2020년 12월 23일, 카오이어는 아들 아이스 데이비스를 출산했다.
데이비스는 자서전에서 10개월이 될 때까지 몰랐던, 2007년에 태어난 아들이 있다고 밝혔다.

## 법적 이슈

### 2001–2008
2001년 4월, 데이비스는 코카인 혐의로 체포되어 90일형을 선고받았다.
2005년 5월 10일, 데이비스는 조지아 디케이터의 한 집에서 한 무리의 남자들에게 공격을 받았다. 데이비스와 그의 동료들은 일행에게 총을 쏴 한 명을 죽였다. 그 공격자 푸키 로크의 시신은 나중에 근처 중학교 뒤에서 발견되었다. 데이비스는 2005년 5월 19일 경찰에 자수하여 살인 혐의로 기소되었다. 데이비스는 자신과 그의 일행이 쏜 총은 정당방위를 위한 것이라고 주장했다. 2006년 1월, 조지아 지방 검찰청은 증거 불충분으로 살인 혐의를 취하했다. 지난 10월, 관련 없는 문제로 데이비스는 지난 6월 나이트클럽 프로모터를 폭행한 것에 대한 가중 폭행 혐의에 대해 이의를 제기하지 않았다.데이비스는 2006년 1월 말 감옥에서 석방되었다.
2008년 9월 데이비스는 가중 폭행으로 체포된 2005년 이후 사회봉사시간 600시간 중 25시간만 마친 혐의로 보호관찰 위반으로 체포되었다. 그는 카운티 교도소에서 1년형을 선고받았으나 6개월 만에 풀려났다. 그는 보호관찰 위반으로 조지아주 풀턴 카운티 교도소에 수감되었다. 2010년 5월 12일 발매되었다.

### 2010–2011
2010년 11월 2일, 구찌 메인은 도로 반대편에서 운전하고, 빨간 신호등이나 정지 표지판을 달거나, 정부 재산의 손상, 방해물, 면허증, 보험 증빙 및 기타 교통 위반으로 체포되었다. 그는 그레이 메모리얼(Grady Memorial) 병원으로 이송되었다.
2011년 1월 4일, 조지아 풀턴 카운티 고등법원의 판사는 데이비스에게 정신병원에 입원하라고 명령했다. 이 문건에는 그의 변호인단이 지난 12월 27일 "보호관찰 취소 심리에 나설 수 없고 지능적으로 참여할 수 없다"고 주장하며 '정신적 무능' 특별항소서를 제출한 사실이 드러나 있다.
데이비스는 2011년 4월 데칼브 카운티에서 두 차례, 13일 1건의 구타 혐의로, 20일 2건의 흉기 가중 폭행 혐의로 체포되었다.
2011년 9월 13일 데이비스는 2건의 폭행, 2건의 무모한 행위, 1건의 무질서한 행위에 유죄를 인정한 후 6개월의 징역형을 선고받았다. 2011년 12월 11일 석방되었다.

### 2013–2014
2013년 3월 22일, 애틀랜타 경찰국은 데이비스와 함께 사진을 찍으려는 팬을 공격한 혐의로 체포 영장을 발부했다. 군인 '제임스'는 구찌 메인이 경비원과 래퍼와 사진 촬영에 대해 이야기하던 중 자신의 머리에 병을 들이받았다고 주장했다. 그는 그레이 메모리얼(Grady Memorial)병원에서 치료를 받았고 10바늘을 꿰맸다. 4일 후, T.J.라는 이름의 두 번째 남성은 구찌 메인이 필라델피아의 클럽 오닉스에서 열린 콘서트에서 T.J.가 악수를 하려고 하자 그의 얼굴을 주먹으로 때렸다고 주장했다.3월 27일 이른 아침에 데이비스는 가중 폭행 혐의로 자수했다. 그는 구속이 거부되어 풀턴 카운티 교도소에 수감되었다. 그의 변호사는 목격자들이 구찌 마네가 폭행과 무관하다고 주장한다고 말했다. 그는 2013년 4월 10일 법정에 출두하여 가중 폭행 혐의로 기소되었다.이틀 후 그는 75,000 달러의 보석금을 냈고, 다음날인 4월 14일, 그는 가석방 위반으로 다시 체포되었다.그는 3주 후인 2013년 5월 2일 석방되었다.
2013년 9월 13일, 구찌 메인은 그의 친구와 어울렸고 "이상하게" 행동했다. 그 친구는 그를 돕기 위해 경찰을 부르기로 결정했다. 경찰이 도착하자 구찌 메인는 그들을 욕하고 위협하기 시작했다. 당국은 오전 12시 5분에 그를 연행했고, 그에게서 마리화나와 권총을 발견했다. 그는 무기 은닉, 마리화나 소지, 무질서한 행위로 입건되었다. 그는 체포된 후 병원에 입원한 것으로 알려졌다. 2013년 9월 30일, 구찌 메인은 유죄 판결을 받은 중죄인의 총기 소지, 무질서한 행위, 은닉 무기 소지, 마리화나 소지 등의 혐의로 183일 동안 복역할 것으로 밝혀졌다.
2013년 12월 3일, 구찌 메인은 흉악범으로 총기를 소지한 혐의로 연방법원에 기소되었다. 연방 검찰에 따르면, 구찌 메인은 2013년 9월 12일부터 14일까지 두 개의 서로 다른 장전된 총을 소지하고 있었으며, 최고 20년의 징역형을 선고받을 수 있다.
2014년 5월 13일, 구찌 마네는 유죄 판결을 받은 중죄인의 총기 소지에 대해 유죄를 인정했다. 그는 자신이 2016년 말까지 감옥에 있게 되는 유죄 판결에 동의했다. 연방교도소에 따르면, 그의 석방일은 2016년 9월 20일이 될 것이라고 한다.그는 인디애나주 테레 오트에 있는 미국 교도소에서 복역했다.2016년 5월 26일, 구찌 메인은 9월 예정일을 앞두고 출소했다.이는 그가 재판 날짜를 기다리는 동안 복역한 것에 대해 처음에 인정을 받지 못했기 때문이다.

## 논쟁

### 영 지지(Young Jeezy)
2005년 5월, 구찌 메인은 래퍼 영 지지(Young Jeezy)가 참여한 첫 번째 싱글 "Icy (Gucci Mane의 노래)"를 발매했다. "Icy"가 영지 데뷔 앨범 "Let's Get It: Thug Motivation 101"에 실릴 것이라고 믿었을 때 긴장감은 더 커졌다. 구찌 메인의 데뷔 앨범 "Trap House"에 수록되었다. 어린 지지는 이 노래에 대한 로열티를 받은 적이 없다고 주장했다.2005년 5월 9일, 영 지지(Young Jeezy)는 논란이 된 곡 "Stay Standed"를 발표하여 구찌 메인의 체인에 10,000 달러의 현상금을 걸었다. 구찌 메인은 이렇게 대답했다. "저 깜둥이 영 지지(Young Jeezy)야, 임마. "그 깜둥이는 가짜야."
2005my dick big사이에 긴장이 고조되고 있던 중 4명의 남성이 스트리퍼의 집에 구찌 메인를 세우고 그를 강탈하려 했다. 구찌 마네는 권총을 움켜쥐고 가해자 중 한 명을 쐈다. 영 지지(Young Jeezy)의 CTE 계열인 가해자 푸키 로크는 나중에 조지아 주 디케이터에 있는 컬럼비아 중학교 뒤에 묻힌 채 발견되었다. 구찌 메인의 체포에 대한 공식 영장이 발부되었다. 며칠 후 그는 영장에 대한 소식을 듣고 경찰에 자수했다.
전화 통화에서 구찌 메인은 "나는 내가 살인자가 아니라는 것을 모두에게 알리고 싶을 뿐이다. 난 화가 났어. 나는 조금 무서웠지만, 내가 해야 할 일을 해야만 했다. 남자답게 굴어야지 나는 나쁜 사람이 아니다. 일어난 모든 일에 대해 후회하고 있어요." 영 지지는 구찌 메인과 푸키 로크를 고용해 구찌 메인을 강탈했다는 의혹에 대해 "구찌 메인이 나쁜 상황을 좋은 홍보로 바꿔 자신의 음반을 팔려고 한다"고 맞받아쳤다.
2006년 1월 17일, 검찰관 놀레 프로세키는 구찌 메인이 정당방위로 행동했다고 주장하면서 그를 살인 혐의로 기소하지 않았다. 2006년 6월 15일, 긴장이 풀린 후, 구찌 메인은 "745"라는 노래로 영 지지에게 다가오며 말했다. "내가 여자 냄새를 맡았나? - 아니, 그것은 지지(Young Jeezy)야. 너는 눈사람이 아니라 눈송이, 컵케이크, 콘플레이크 같은 거야. 깜둥이, 넌 너무 가짜야."
2009년 6월 15일, 영 지지(Young Jeezy)는 구찌 마네(Gucci Mane)에서 "나는 오늘도 루이비똥을 먹고 있어, 망할 구찌 메인아. 이 깜둥이들은 아직도 내 거시기에 있어, 그들은 사교 클럽을 좋아해. 입을 다물고 있을 수 없어, 걘 쿠키스 마인보다 못한 놈들이야." 크립스 계열의 영지(Young Jeezy)와의 새로운 긴장감을 고려하여, 구찌 메인은 자신의 뮤직 비디오에 블러드 이미지를 사용할 뿐만 아니라 Game(래퍼)과 같은 알려진 블러드 피규어(Blood figures)와도 연관짓기 시작했다. 2009년 12월 4일, DJ Drama와 Young Jezzy와의 라디오 인터뷰에서 구찌 마네는 마침내 두 사람 사이의 휴전을 선언하기 위해 전화를 걸었다. 시에서 우리 셋을 지원해 온 것처럼 느껴져, 그들은 그럴 자격이 있어. 이제 때가 됐어요. 우리는 나이가 들고, 성장하고 있으니, 도시를 위해 그것을 하자."
2010년 3월 24일, 구찌 메인의 1017 브릭 스쿼드 레코드와 지지의 크루는 애틀랜타 의류 매장 밖에서 말다툼을 벌였다. 구찌 메인도 지지도 말다툼에 참석하지 않았다.2011년 12월 2일, Young Jezzy는 소고기가 어떻게 유래되었는지 설명하면서 구찌 메인이 함께 "Icy"를 공연하지 않을 것이기 때문에 화를 냈다고 말했다.
2012년 10월 10일, 라디오 인터뷰에서 구찌 메인은 래퍼 릭 로스와의 논쟁으로 인해 지지에 대한 사랑이 더 이상 없다고 발표했다. 라디오 인터뷰에서 영 지지는 "모든 사람들은 그 소년이 지체 장애인이라는 것을 안다. 아무도 그를 진지하게 받아들이지 않아. 얼굴에 아이스크림 콘을 묻혔어, 진짜 해봐. 그렇다고 해서 나는 돌아가지 않고 앞으로 나아갈 거야."라고 답했다.2012년 10월 15일, 구찌 메인은 "Truth"라는 곡으로 지지를 얻었고, 다른 아티스트들에게 "1만 달러의 현상금이 내 목에 걸렸어." "그들이 성공하지 못했기 때문에 돈을 주지 않았기를 바래." "그리고 가서 네 파트너를 찾아봐, 깜둥이, 그가 아무 말도 못 할 걸."라고 푸키 로크( ookie Loc)를 언급했다.
그들의 불화가 시작된 지 15년이 지난 2020년 11월 19일, 영 지지와 구찌 메인은 둘 다 베르주즈에 출연하였다. 긴장된 분위기에도 불구하고, 두 사람이 2005년 이후 처음으로 함께 "Icy"를 공연하는 것으로 배틀은 끝이 났고, 구찌 마네가 지지에게 "다 사랑이야"라고 말했고, 그가 아이디어를 제안한 것에 대해 "존경한다"고 말했다.

### 키시아 콜(Keyshia Cole)
2012년 3월 16일, R&B 가수 키시아 콜(Keyshia Cole)이 구찌 메인에게 다가가, "나는 키시아 콜과 함께 노래를 불렀고, 나는 네가 아직도 그녀를 그리워한다는 것을 안다. 하지만 퍼프는 당신이 그녀와 사랑에 빠졌을 때 그녀와 잤다." 라는 말은 콜이 "Last Night (Diddy의 노래)"의 공동 작업자 Diddy와 함께 그녀와 바람을 피웠다는 것을 암시한다. 콜은 라디오에서 "'후드 래퍼들' 중 몇 명을 신뢰하고... 네가 어떻게 G가 되고, 거짓말을 퍼뜨리고, 믹스테이프를 팔려고! 넌 재능있는 사람이야? 거짓말 할 필요 없어! 내가 빠져들지 못하게 할 수도 있었어."라고 말했다.

### 융 조크(Yung Joc)
구찌 메인은 그의 노래 "Fuck The World"가 동료 애틀랜타 래퍼 영 조크를 향한 논란이 많은 대사를 가지고 있을 때 "팩이 그랬던 것처럼 모든 시선을 끌었지만, 조가 했던 것처럼 파산하려고 하지는 않는다"고 랩을 하면서 논란을 일으켰다. 라디오 대화에서 조크는 이 노래에 대해 "구찌 메인은 다른 사람들의 입에 자신의 이름을 올리는 데 명수이다. 나는 눈속임을 하지 않는다. 나는 내 재정 상황이 어떤지 안다."라고 말하며 반응했다.

### 와카 플록타 플레임(Waka Flocka Flame)
2013년 3월 15일, 구찌 메인은 1017 브릭 스쿼드 레코드에서 잦은 협력자이자 친한 친구 와카 플럭타 플레임을 "드롭"했다고 발표했다. 그 두 래퍼들은 계속해서 트위터에 욕설을 퍼부었다. 2013년 3월 27일, MTV 잼스와의 인터뷰에서 와카 플럭타 플레임(Waka Flocka Flame)은 구찌 메인과 다시는 음악이나 사업을 하지 않을 것이라고 설명했다. 두 래퍼는 모두 논란이 어디서 비롯됐는지 설명하지 않았다. 와카 플록타 플레임(Waka Flocka Flame)은 이렇게 말했다. "우리 둘 다 결승점에 있는 것 같아. 그냥 우리만의 길을 가는 거야. 제가 할 말은 그게 다예요. 이유가 뭐야? 가끔 네가 상관할 일이 아닌 이유가 뭐야? 두 남자가 제멋대로 행동했다는 것을 이해해줘. 하지만 그건 문제가 되지 않아."라고 답했다.
2013년 11월 19일, 구찌 메인이 와카 플럭타 플레임(Waka Flocka Flame), 와카 플럭타 플레임의 어머니 데브라 앤트니, OJ 다 쥬스맨, 래퍼 히아 스톤(Khia Stone), 프로듀서 자이토벤(Zaytoven)을 상대로 소송을 제기한 사실이 밝혀졌다. 그 소송은 당사자들을 사기, 공갈, 계약 위반으로 고발한다. 구찌 메인에 따르면, 앤트니는 허락 없이 1017 브릭 스쿼드 레코드, LLC를 장악했고, 세 개의 분리된 레이블들을 만드는 데 사용했다. "구찌는 소송 당사자들을 상대로 로열티를 원천징수하고 라벨 지출 비용을 부풀렸다고 고발하고 있다"며 앤트니가 자신의 자산을 압류해 반지와 목걸이를 훔쳤다고 주장했다.구찌 메인은 소송에서 앤트니가 전형적인 20% 이상의 관리비를 가져갔다고도 말한다. 구찌 메인은 또한 앤트니의 행동이 돈과 세금 문제를 야기시켰다고 주장했다. waka flock flame is ass
2017년 초, 와카 플록타 플레임이 구찌 메인을 언급했던 곡 "Was My Dawg"를 발표하면서 두 사람 사이의 문제가 다시 불거졌다.

### 트위터
2013년 9월, 구찌 메인은 힙합 업계의 다양한 인물들에게 일련의 경멸적인 트윗을 보냈다. 트윗에서 그는 래퍼들의 여자친구들과 성관계를 가졌다고 주장했다. 며칠 후, 구찌 메인은 그의 트위터 계정이 해킹당했다고 진술했다. 그러나 그는 나중에 자서전에서 자신이 트윗을 작성했다고 인정했다.

## 디스코그래피
스튜디오 앨범들
- Trap House (2005)
- Hard to Kill(앨범) (2006)
- Trap-A-Thon (2007)
- Back to the Trap House (2007)
- Murder Was the Case (앨범) (2009)
- The State vs. Radric Davis (2009)
- The Appeal: Georgia's Most Wanted (2010)
- The Return of Mr. Zone 6 (2011)
- Everybody Looking (2016)
- The Return of East Atlanta Santa (2016)
- Mr. Davis (2017)
- Evil Genius (앨범) (2018)
- Delusions of Grandeur (앨범) (2019)
- Woptober II (2019)
- Ice Daddy (2021)

콜라보레이션 앨범들
- Ferrari Boyz (2011) (Waka Flocka Flame와 함께)
- BAYTL (2011) (V-Nasty와 함께)
- So Icy Boyz (2021) (1017 레코즈와 함께)

## 필모그래피
| 연도 | 필름                                                               | 규칙              | 참고 |
| ---- | ------------------------------------------------------------------ | ----------------- | ---- |
| 2007 | No Pad No Pencil                                                   | Himself           |      |
| 2007 | "Gucci Mane – Glockumentary DVD"                                   | Himself           |      |
| 2008 | Gucci Mane – Who Framed Radric Davis (DVD)                         | Himself           |      |
| 2008 | Hood Affairs – Trap-A-Holic: (Gucci Mane Edition)                  | Himself           |      |
| 2009 | Hood Affairs – Gucci Mane – Trap-A-Holic 2 DVD                     | Himself           |      |
| 2009 | "The Come Up DVD 20 (Gucci Mane 에디션)"                           | Himself           |      |
| 2009 | "머니 마피아: Gucci Mane (스트릿 클래식 에디션)"                   | Himself           |      |
| 2010 | Hood Affairs: Gucci Mane – 1017 Brick Squad aka Trap-A-Holic 3 DVD | Himself           |      |
| 2010 | "The Raw Report Presents: Gucci Mane "King of Diamonds DVD"        | Himself           |      |
| 2010 | "Gucci Mane x Raw Report – 다큐멘터리 "                            | Himself           |      |
| 2010 | "Gucci Gone Bonkers DVD"                                           | Himself           |      |
| 2010 | "Gucci 3D DVD"                                                     | Himself           |      |
| 2011 | "Gucci Mane In Wonderland"                                         | Himself           |      |
| 2012 | My Come Up                                                         | Himself           |      |
| 2012 | Birds of a Feather                                                 | Himself           |      |
| 2012 | "Spring Breakers"                                                  | Archie "Big Arch" |      |
| 2013 | Gucci Mane – The Lost Footage                                      | Himself           |      |
| 2015 | The Spot                                                           | Himself           |      |

## 수상 및 후보

### BET 어워드
| 연도            | 후보                                                       | 수상 부문              | 결과 | 참고    |
| --------------- | ---------------------------------------------------------- | ---------------------- | ---- | ------- |
| BET 어워드 2017 | "블랙 비틀즈(Black Beatles)" (Rae Sremmurd와 함께)         | 코카콜라 시청자 선택상 | 후보 | [ 196 ] |
| BET 어워드 2017 | "블랙 비틀즈(Black Beatles)" (Rae Sremmurd와 함께)         | 최고의 콜라보레이션    | 후보 | [ 196 ] |
| BET 어워드 2017 | "Party (크리스 브라운의 노래)" (Chris Brown, Usher와 함께) | 최고의 콜라보레이션    | 후보 | [ 196 ] |

### BET 힙합 어워드
| 연도                   | 후보                                               | 수상 부문                      | 결과 | 참고 |
| ---------------------- | -------------------------------------------------- | ------------------------------ | ---- | ---- |
| 2017년 BET 힙합 어워드 | "블랙 비틀즈(Black Beatles)" (Rae Sremmurd와 함께) | 최고의 콜라보, 듀오(2인), 그륩 | 후보 |      |
| 2017년 BET 힙합 어워드 | "블랙 비틀즈(Black Beatles)" (Rae Sremmurd와 함께) | 스위트 16: 베스트 피처링 구절  | 후보 |      |
| 2017년 BET 힙합 어워드 | "Droptopwop"                                       | 최고의 믹스테이프              | 후보 |      |

### 그래미 어워드(Grammy Award)
| 연도                        | 후보                                | 수상 부문                                | 결과 | 참고    |
| --------------------------- | ----------------------------------- | ---------------------------------------- | ---- | ------- |
| 2020년 제62회 그래미 어워드 | "Exactly How I Feel" (Lizzo와 함께) | 그래미 어워드(Grammy Award) 최우수 R&B상 | 후보 | [ 197 ] |

### iHeartRadio 뮤직 어워드
| 연도                         | 후보                                                     | 수상 부문                 | 결과 | 참고    |
| ---------------------------- | -------------------------------------------------------- | ------------------------- | ---- | ------- |
| 2018 iHeartRadio 뮤직 어워드 | "도 레 미(Blackbear의 노래)" (Blackbear (음악가)와 함께) | 최고의 리믹스(Best Remix) | 후보 | [ 198 ] |

### MTV 비디오 뮤직 어워드
| 연도                        | 후보                                                | 수상 부문                        | 결과 | 참고    |
| --------------------------- | --------------------------------------------------- | -------------------------------- | ---- | ------- |
| 2017 MTV 비디오 뮤직 어워드 | "Down(Fifth Harmony의 노래)" (Fifth Harmony와 함께) | 최고의 팝 비디오(Best Pop Video) | 수상 | [ 199 ] |
| 2017 MTV 비디오 뮤직 어워드 | "Down(Fifth Harmony의 노래)" (Fifth Harmony와 함께) | 최고의 안무(Best Chronography)   | 후보 | [ 199 ] |
| 2017 MTV 비디오 뮤직 어워드 | "Down(Fifth Harmony의 노래)" (Fifth Harmony와 함께) | 여름의 노래(Song of the Summer)  | 후보 | [ 199 ] |